# Proljetne rolice
Proljetne rolice ili proljetni kroketi popularno je jelo kineske kuhinje i kuhinje zemalja jugoistočne Azije.
Proljetne rolice su palačinke s nadjevom od mesa, povrća ili škampa, koje se obično jedu kao međuobrok s raznim vrstama umaka. Dolaze u raznim inačicama ovisno o zemlji i regionalnim preferencijama.